# Глушковицький
Глушковицький — річка в Україні й Білорусі, в Олевському і Лельчицькому районах Житомирської та Гомельської областей. Ліва притока Уборті (басейн Прип'яті).

## Опис
Довжина річки 32 км, похил річки — 0,85 м/км. Формується з багатьох безіменних струмків. Площа басейну 156 км².

## Розташування
Бере початок на північному заході від Перги. Тече переважно на північний схід через Глушкевичі і на північному сході від Копища впадає у річку Уборть, праву притоку Прип'яті.